# Hans Wetterhall
Hans Carl Birger Wetterhall, född den 8 april 1907 i Ljungarums församling, Jönköpings län, död den 16 juni 1997 i Stockholm, var en svensk ämbetsman. Han var bror till Gösta Wetterhall.
Wetterhall avlade studentexamen 1925, reservofficersexamen 1927, lantmäteriexamen 1930 och kulturteknisk examen 1932. Han var extra lantmätare 1930–1938, byråingenjör vid Lantmäteristyrelsen 1938-1944, distriktslantmätare 1944, biträdande överlantmätare i Norrbottens län 1944–1948 och överdirektör vid Lantbruksstyrelsen 1948–1967. Wetterhall var ordförande, ledamot eller expert i ett flertal statliga utredningar, expert för Förenta nationernas livsmedels- och jordbruksorganisation i Etiopien 1967–1972 samt expert för Styrelsen för internationell utveckling i Zambia 1975–1977, 1979–1980 och 1981. Han invaldes som ledamot av Skogs- och lantbruksakademien 1958. Wetterhall blev riddare av Nordstjärneorden 1949, kommendör av samma orden 1952 och kommendör av första klassen 1960. Han vilar i en familjegrav på Gränna kyrkogård.